# José Benedicto Moscoso Miranda
José Benedicto Moscoso Miranda (ur. 7 lipca 1959 w San Luis Jilotepeque) – gwatemalski duchowny katolicki, biskup diecezji Jalapa od 2020.

## Życiorys
Święcenia prezbiteratu otrzymał 3 stycznia 1987. Inkardynowany do diecezji Jalapa, pracował głównie jako duszpasterz parafialny, pełnił także funkcję ekonoma diecezjalnego oraz dziekana dekanatu El Progreso.
30 marca 2020 papież Franciszek mianował go biskupem diecezji Jalapa. Sakry biskupiej udzielił mu 29 czerwca 2020 kardynał Alvaro Ramazzini.